# نملاوات الثور
نملاوات الثور أو تحت فصيلة ميرميسيني (الاسم العلمي: Myrmeciinae)، هي أسرة من الحشرات تتبع فصيلة النمل من رتبة غشائيات الأجنحة.

## التصنيف
- نملاوية الثور
  - نمل الثور